# Jimmy Johnson

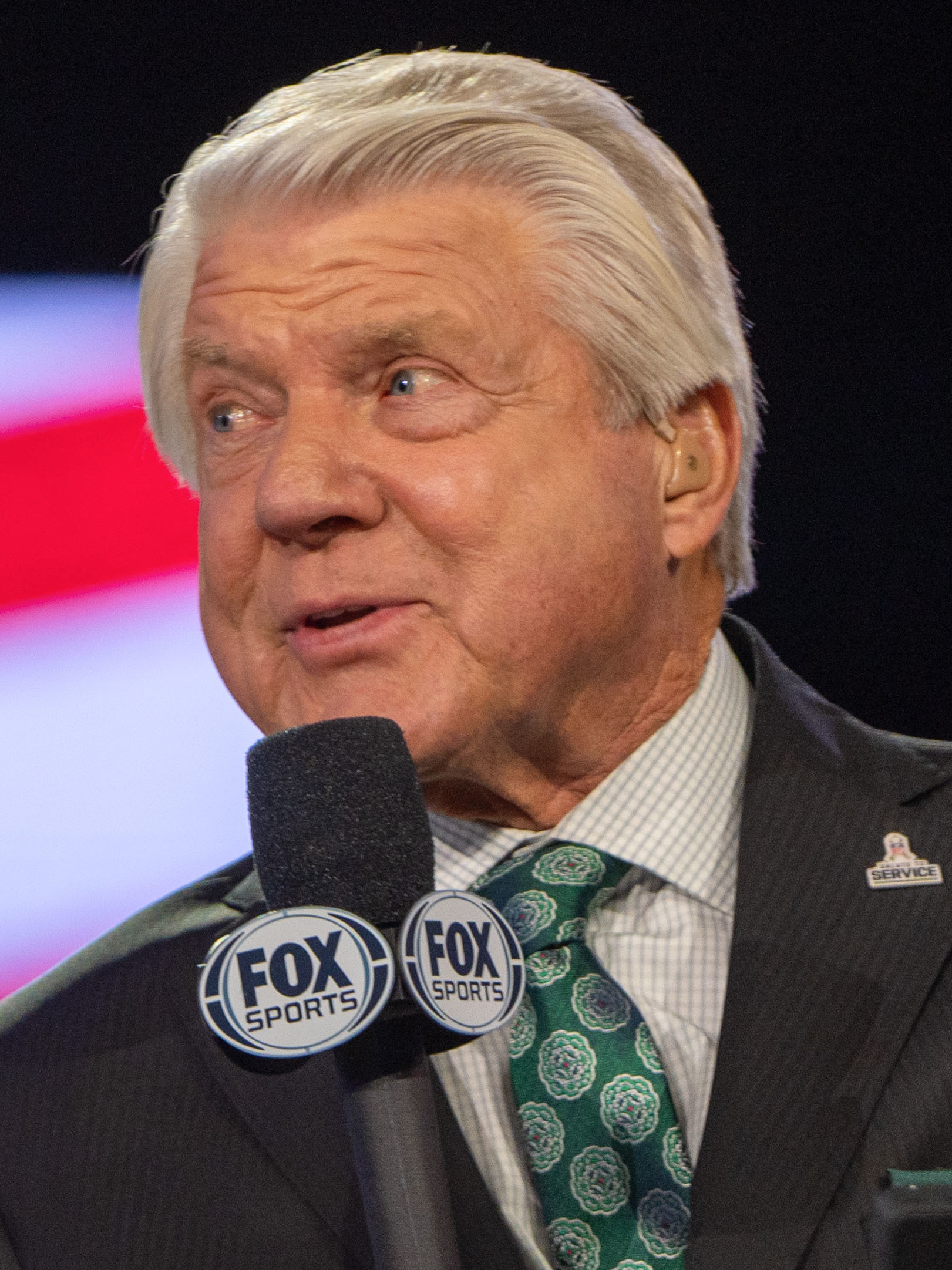
Jimmy em 2022.

James "Jimmy" William Johnson (Port Arthur, 16 de julho de 1943) é um comentarista e ex-treinador de futebol americano. Johnson atuou como técnico universitário de 1979 a 1988 e na National Football League (NFL) por nove anos. Ele é o primeiro a vencer um campeonato nacional de futebol universitário e um Super Bowl, conquistando o primeiro com a Universidade de Miami e o último com o Dallas Cowboys.
Johnson ocupou seu primeiro cargo na Universidade de Oklahoma State, entre 1979 a 1983. Ele se tornou o treinador de Miami em 1984 e levou o time à vitória no Orange Bowl de 1988. Em seguida, Jimmy sucedeu o técnico dos Cowboys, Tom Landry, em 1989. Sua gestão de 1989 a 1993 culminou com os Cowboys conquistando o bicampeonato do Super Bowl, no Super Bowl XXVII e no Super Bowl XXVIII. Johnson deixou Dallas após o segundo campeonato em meio a conflitos com o proprietário Jerry Jones.
Após um hiato de dois anos, Johnson retornou em 1996 para assumir o Miami Dolphins, onde atuou até a temporada de 1999, quando decidiu se aposentar. Desde então, Johnson apareceu como analista na Fox Sports e é um dos comentaristas em destaque do Fox NFL Sunday. Ele foi introduzido ao Hall da Fama do Futebol Americano Universitário em 2012, no Hall da Fama do Futebol Profissional em 2020 e no Anel de Honra do Dallas Cowboys em 2023.

## Vida pregressa
Johnson nasceu em Port Arthur, Texas, onde cursou o ensino médio na Thomas Jefferson High School. No ensino médio, ele foi colega de classe de Janis Joplin, membro do Hall da Fama do Rock and Roll.
Johnson foi jogador de defesa na Universidade do Arkansas entre 1962 e 1964. Ele ajudou a levar os Razorbacks ao campeonato nacional em 1964, quando foi nomeado para a equipe da All Southwest Conference. Além disso, ele foi nomeado para o time da década dos Razorbacks da década de 1960 e, mais tarde, foi introduzido no hall da fama do estado do Arkansas em 1988 e pelo hall da fama da universidade em 1999.
Durante seu tempo em Arkansas, ele foi companheiro de equipe e se tornou amigo do futuro dono do Dallas Cowboys, Jerry Jones.

## Carreira

### Primeiros empregos de treinador
Jimmy começou como treinador assistente na Louisiana Tech University em 1965. Durante esse período, Phil Robertson, da famosa Duck Dynasty, era o quarterback titular, e Jimmy ajudou a recrutar o quarterback do ensino médio Terry Bradshaw, da vizinha Shreveport. Ele então se tornou treinador assistente na Picayune Memorial High School em Picayune, Mississippi, em 1966. Em 1967, Johnson foi assistente na Universidade Estadual de Wichita e, em 1968 e 1969, serviu sob o comando de Johnny Majors na Universidade Estadual de Iowa, em Ames. Em 1970, Johnson mudou-se para outra escola da Big Eight Conference, para se tornar treinador de linha defensiva na Universidade de Oklahoma, trabalhando com o técnico Chuck Fairbanks e ao lado dos futuros rivais Barry Switzer e Jim Dickey.
Em 1973, Johnson retornou ao Arkansas, onde atuou como coordenador defensivo durante a temporada de 1976. Johnson tinha esperanças de ser nomeado treinador quando Broyles se aposentou, mas foi preterido por Lou Holtz. Holtz queria manter Johnson em sua equipe e lhe ofereceu uma posição, mas Jimmy decidiu seguir em frente e se separou amigavelmente de sua alma mater.
Johnson se tornou treinador assistente e coordenador defensivo na Universidade de Pittsburgh sob o comando de Jackie Sherrill em 1977 e 1978. Lá, ele treinou Randy Holloway, David Logan, Al Chesley, J. C. Wilson, Rickey Jackson, Jimbo Covert e Hugh Green, e foi apresentado ao ex-aluno de Pitt e treinador assistente Dave Wannstedt, que mais tarde se juntou a Johnson novamente na Universidade de Miami, Oklahoma State, Cowboys e Dolphins.

### Oklahoma State University
Em 1979, Jimmy Johnson conseguiu seu primeiro emprego como treinador na Oklahoma State University. Johnson foi técnico de Oklahoma State por cinco temporadas. Seu período na equipe é reconhecido por sua reconstrução bem-sucedida de um programa inconsistente. Em sua última temporada, ele levou os Cowboys a um recorde de 8–4 e uma vitória de 24–14 sobre o 20º colocado Baylor no Astro-Bluebonnet Bowl.
Em 1984, quando lhe ofereceram o cargo na Universidade de Miami, Johnson não tinha certeza se queria deixar aceitar. Seu amigo Larry Lacewell disse a Johnson que se ele quisesse ganhar um campeonato nacional e eventualmente ser técnico da NFL, ele teria que ir para Miami.
Antes de assumir o cargo, Johnson fez uma entrevista para o cargo de técnico em Arkansas quando Lou Holtz saiu após a temporada de 1983. No entanto, ele descobriu que Ken Hatfield já havia sido contratado. Chateado por Frank Broyles (então diretor atlético do Arkansas) não ter mencionado a situação na entrevista, Jimmy se distanciou dos Razorbacks. Como vingança pela rejeição, uma série de jogos em casa e fora foi marcada entre as universidades. Em 1987, Miami deu ao Arkansas sua pior derrota em casa na época, 51–7.

### Universidade de Miami
Em 1984, Johnson foi contratado pela Universidade de Miami para substituir o ex-técnico Howard Schnellenberger, que havia vencido o primeiro campeonato nacional de Miami em 1983 e partido para a recém-formada USFL. A contratação de Johnson foi recebida com uma resposta inicial de "Jimmy quem?" pelos fãs e pela mídia. Johnson começou com um histórico instável de 8–5 em sua primeira temporada, que incluiu um jogo em que os Hurricanes de Johnson desperdiçaram uma vantagem de 31–0 no intervalo em uma derrota para Maryland com Frank Reich como QB, e também incluiu uma derrota de 47–45 para o Boston College imortalizada pelo passe para touchdown "Hail Mary" de Doug Flutie na jogada final do jogo. Mas Johnson desenvolveu os Hurricanes em um programa de futebol que ficou conhecido como "a Década do Domínio". Em seus cinco anos em Miami, Johnson compilou um recorde de 52–9, apareceu em cinco jogos de bowl no dia de Ano Novo, vencendo um campeonato nacional (1987) e perdendo um para o Penn State Nittany Lions (1986).
Johnson criou uma atmosfera descontraída onde ele permitiu, e às vezes encorajou, seus jogadores a se exibirem, fazerem provocações e aumentarem a pontuação. Ele também trouxe à tona a moderna defesa 4–3, baseada em jogadores de linha atléticos. As críticas que receberam de outros times fizeram com que a mídia os considerasse os "Bad Boys do Futebol Universitário", apelido que Johnson aceitou abertamente.
Os Hurricanes de Johnson registraram a primeira temporada regular invicta da escola em 1986, apenas para perder o Fiesta Bowl e o campeonato nacional para o segundo colocado, Penn State. A derrota, junto com as derrotas nos dois jogos anteriores de Miami, começou a levantar questões sobre se Johnson seria capaz de vencer jogos importantes. Na temporada seguinte de 1987, no entanto, os Hurricanes permaneceram invictos na temporada regular mais uma vez e conquistaram o segundo título nacional da escola ao derrotar o Oklahoma Sooners de Barry Switzer pela terceira temporada consecutiva.
Jimmy também criou polêmica ao permitir que a Universidade de Miami aposentasse o número 14 de Vinny Testaverde, mas se recusou a aposentar o número 20 de Bernie Kosar, embora Kosar tenha jogado uma temporada por Johnson e levado os Hurricanes ao título nacional (a temporada antes de Johnson se tornar o técnico principal). O motivo foi: "Bernie não terminou o programa aqui (em Miami)". No entanto, como treinador dos Cowboys, Johnson mais tarde contratou Kosar como QB reserva depois que Kosar foi dispensado pelo Cleveland Browns durante a temporada de 1993. Kosar jogou durante a campanha dos Cowboys no Super Bowl naquela temporada, enquanto o titular Troy Aikman estava lesionado, conquistando o jogo do campeonato da NFC e recebendo um anel do Super Bowl.
Depois de ser indicado ao Hall da Fama da Universidade de Miami em 1996, Johnson foi nomeado ao Hall da Fama do Futebol Americano Universitário em 2012.

### Dallas Cowboys
Em 1989, Jerry Jones, o novo dono do Dallas Cowboys da National Football League, pediu que ele se tornasse o segundo treinador na história da franquia, substituindo Tom Landry, que havia treinado o time desde o início em 1960. Johnson se reuniu com o antigo destaque de Miami, Michael Irvin, e na primeira temporada de Johnson como treinador, os Cowboys de 1989 tiveram um desempenho de 1–15. Johnson, no entanto, tinha a capacidade de encontrar talentos no draft, fazer trocas inteligentes e contratar jogadores de qualidade.
Jimmy foi treinador dos Cowboys de 1989 a 1993. Ele é um dos sete treinadores na história da NFL (incluindo Vince Lombardi, Don Shula, Chuck Noll, Mike Shanahan, Bill Belichick e Andy Reid) a liderar equipes vencedoras consecutivas da liga, vencendo o Super Bowl XXVII em 1992 e o Super Bowl XXVIII em 1993. Johnson levou os Cowboys a um recorde de 10-1 na temporada regular durante o mês de dezembro entre 1991 a 1993, levando também a um recorde de playoffs de 7-1 no mesmo período. O treinador também teve um histórico de 24-1 quando o running back Emmitt Smith correu por 100 jardas ou mais em um jogo da temporada regular, e 5-0 na pós-temporada.
Jimmy Johnson e Jerry Jones concordaram em romper o contrato depois da temporada 1994 devido, em grande parte, à crescente incapacidade de trabalhar juntos. Embora Jones tivesse o título de gerente geral, ele delegou em grande parte o controle sobre os assuntos de campo a Johnson. Em 1993, no entanto, Jones queria mais autoridade, porém Johnson não estava disposto a abrir mão. Um incidente aconteceu em dezembro de 1993, na entrevista pré-jogo entre Cowboys e Giants pelo título da NFC Leste, onde Johnson disse que estava interessado em se tornar o treinador do Jacksonville Jaguars. Em março de 1994, depois que os Cowboys venceram seu segundo Super Bowl sob o comando de Johnson, Jones irritou Johnson quando disse aos repórteres que qualquer treinador poderia ter levado os Cowboys ao Super Bowl. Eles concordaram em quebrar o vínculo em 28 de março, com Johnson recebendo um bônus de US$ 2 milhões.
Jones então contratou outro ex-jogador do Arkansas, o ex-técnico da Universidade de Oklahoma, Barry Switzer, e os Cowboys venceram o Super Bowl XXX duas temporadas após a saída de Johnson. Membros notáveis da equipe vencedora incluíam os remanescentes de Johnson, Troy Aikman, Emmitt Smith, Michael Irvin e o MVP do Super Bowl XXX, Larry Brown. No entanto, os Cowboys entraram em declínio após o Super Bowl XXX e não chegaram ao NFC Championship Game desde então.
Johnson não foi incluído no "Anel de Honra" do Dallas Cowboys por muitos anos. Johnson e Jones pareciam ter consertado seu relacionamento, como quando apareceram juntos no 25º aniversário da vitória dos Cowboys no Super Bowl XXVII, e Johnson parabenizou Jones por sua introdução no Hall da Fama em 2017. Quando perguntado no verão de 2014 por que Johnson não estava no Ring of Honor, apesar de suas duas vitórias no Super Bowl como treinador dos Cowboys, Jones declarou: "Deslealdade... Não consegui lidar com a deslealdade." O Cowboys Ring of Honor foi visto como o "guardião do Hall da Fama do Futebol Profissional" para jogadores, treinadores e executivos do Dallas; apesar dessa rejeição, foi anunciado em 2020 que Johnson seria introduzido no Hall da Fama do Futebol Profissional.
Em 5 de agosto de 2021, durante a transmissão do Hall of Fame Game de 2021 pela Fox, Jerry Jones anunciou que Johnson seria introduzido no Dallas Cowboys Ring of Honor. A cerimônia ocorreu durante a partida dos Cowboys contra o Detroit Lions em 30 de dezembro de 2023.

### Miami Dolphins
Depois de trabalhar como analista de televisão na Fox Sports por dois anos e flertar brevemente com uma oferta para o cargo de treinador do Philadelphia Eagles em 1994, Johnson se juntou ao Miami Dolphins em 1996, substituindo Don Shula, que se aposentou no final da temporada de 1995.
A passagem de Johnson em Miami não correspondeu às expectativas. Johnson venceu menos jogos em sua primeira temporada do que Shula em sua temporada final (8–8 vs. 9–7). A porcentagem geral de vitórias de Johnson em Miami foi de 55,3% contra 65,8% de Shula. Brian Billick contou uma história sobre Johnson em 2019, quando ambos eram locutores, com o último dando seu conselho de como não voltar a treinar, a menos que se tenha paixão e motivos adequados para isso, já que muitos treinadores voltaram sem esses motivos. Conforme relatado por Billick sobre o que Johnson disse: “Eu era um deles. Voltei pelos motivos errados. Se você volta por ego, se você volta por dinheiro, é pelo motivo errado."
Johnson herdou um dos melhores ataques da NFL, liderado pelo quarterback do Hall da Fama Dan Marino; a defesa foi considerada medíocre, embora tenha ficado em 10º lugar em menor número de pontos permitidos em 1995. Como especialista defensivo, Johnson esperava montar uma defesa campeã. Com controle total sobre as decisões de pessoal, Johnson e sua equipe contrataram vários excelentes jogadores defensivos, recrutando os futuros membros do Hall da Fama Jason Taylor e Zach Thomas, e os Pro Bowlers Sam Madison e Patrick Surtain. Mas o brilhante histórico de Johnson no draft foi manchado por várias decepções, incluindo a escolha de quinta rodada do running back Cecil Collins e duas escolhas de primeira rodada, o running back John Avery e o wide receiver Yatil Green. Os Dolphins terminaram com 8–8 em 1996 e depois 9–7 em 1997, perdendo para o New England Patriots na rodada do wild card. Em 1998, os Dolphins terminaram com 10–6 com a melhor defesa da liga, derrotaram o Buffalo Bills nos playoffs do wildcard e foram esmagados por 38–3 pelo Denver Broncos na rodada divisional.
Em uma entrevista de 1996, Johnson disse que não sentia que poderia alcançar a estatura de Shula ou Landry, simplesmente porque não se sentia capaz de permanecer no cargo tanto tempo quanto eles.
Em janeiro de 1999, Johnson renunciou ao cargo de treinador dos Dolphins, alegando esgotamento. Ele reverteu a sua decisão no dia seguinte, depois de Marino — com quem Johnson tinha uma relação tensa ter implorado a Johnson para regressar.
Diante das expectativas do Super Bowl, os Dolphins entraram em campo e venceram quatro dos cinco primeiros jogos, com a derrota para Buffalo no Monday Night Football levando Johnson a criticar Marino publicamente por seu desempenho. Marino sofreu um esporão ósseo nas costas que o deixou fora até o Dia de Ação de Graças, deixando o time nas mãos do novato Damon Huard. Na metade do jogo, os Dolphins estavam com 7–1, com Huard perdendo apenas uma vez como titular. Quando Marino voltou com o time com 8–2, ele lançou cinco interceptações contra Dallas no que se tornou um prenúncio para o resto da sequência, que viu Miami perder cinco de seus últimos seis jogos a caminho de um recorde de 9–7, enquanto o relacionamento entre Marino e Johnson viu o último descrito como "vagamente crítico" do primeiro em público. Devido à derrota do Kansas City, Miami chegou aos playoffs e enfrentou os Seahawks na rodada de wildcard dos playoffs. Jogando em Seattle, os Dolphins se recuperaram no final por 20–17 para vencer seu primeiro jogo de playoff fora de casa desde 1972. No entanto, na rodada divisional, eles foram esmagados em uma derrota vergonhosa por 62 a 7 para o Jacksonville Jaguars, onde estavam perdendo por 41 no intervalo. Johnson renunciou no dia seguinte ao jogo e Marino anunciou sua aposentadoria logo depois. Johnson foi sucedido por Wannstedt.
Em uma entrevista de 2021, Johnson revelou que os Dolphins poderiam ter negociado por Peyton Manning no draft da NFL de 1998, teoricamente oferecendo aos Colts todo o seu draft board em troca da primeira escolha geral. Johnson se recusou a dar mais detalhes sobre essa troca, afirmando: "Provavelmente já lhe dei muito". Johnson afirmou mais tarde que uma de suas maiores decepções foi não ter um "Dan Marino saudável", já que Marino tinha joelhos doloridos e um tendão de Aquiles previamente rompido, além de um ombro ruim em sua última temporada juntos.

## Carreira na televisão
Depois de deixar os Dolphins, Johnson voltou a ser analista de estúdio de TV da Fox Sports e atualmente é membro da equipe no ar do Fox NFL Sunday. Ele foi designado como analista de estúdio para a cobertura da Fox do Bowl Championship Series em janeiro, com Chris Rose como apresentador, e também escreve uma coluna no Foxsports.com. Além disso, ele fez várias aparições especiais ou participações especiais em filmes e televisão: como um prisioneiro barbudo na prisão na série de televisão The Shield, como ator convidado no episódio "Johnsonwreckers" de Coach em 1994, e uma participação especial no filme The Waterboy, ao lado de Bill Cowher.

### Comerciais
Os patrocínios de Johnson incluem Procter & Gamble, e uma série de comerciais para a pílula de aumento masculino ExtenZe em 2010. Ele também estava envolvido em um golpe no sul da Flórida chamado The Leading Edge, que pretendia destacar empresas em um programa "educacional" "intersticial" com esse nome que iria ao ar na televisão pública. Johnson filmou os comerciais de TV, no estilo de um infomercial, e as empresas foram apresentadas no programa usando esses clipes, que apareceram no site. Foi cobrada uma "taxa de inscrição" de mais de US$ 20.000 para eles aparecerem no programa, mas o programa nunca foi ao ar. Eles não eram afiliados à PBS e não há registro de datas de exibição.

### Survivor
Johnson foi um dos 20 náufragos competindo no Survivor: Nicaragua, a 21ª edição do Survivor, no final de 2010. Ele é um fã de longa data do show e foi escalado para Survivor: Gabon, que foi a 17ª edição do show, mas teve que se retirar após falhar em um exame físico. Johnson, o competidor mais velho da temporada, fazia parte da tribo Espada, composta inteiramente por pessoas com 40 anos ou mais. Ele foi eliminado por 8 a 1 no oitavo dia da competição, tornando-se a terceira pessoa eliminada do jogo e terminando em 18º lugar na classificação geral. Ao sair do jogo, ele disse à sua tribo: "Um de vocês, ganhe um milhão de dólares, ok?" No entanto, a temporada foi vencida por um membro da tribo adversária, La Flor. Ele também disse: "Eu me diverti, mas fiquei infeliz o tempo todo. Ainda amo o jogo, foi uma grande aventura, mas este é o momento mais estressante que já passei na minha vida. E isso inclui Super Bowls e campeonatos nacionais universitários. Inicialmente, eu disse: 'Mantenha seus membros mais fortes'. Obviamente, eu não era um deles."

## Indução ao Hall da Fama
Johnson foi surpreendido durante uma transmissão do Fox NFL Sunday pelo presidente do Hall da Fama do Futebol Profissional, David Baker, em 12 de janeiro de 2020, anunciando que ele seria o 328º membro do Hall da Fama do Futebol Profissional em Canton, Ohio. Ele agradeceu pessoalmente seus colegas de trabalho no Fox NFL Sunday e agradeceu seus jogadores e treinadores assistentes por suas contribuições. Após vários atrasos devido à pandemia de COVID-19, Johnson foi formalmente empossado em 7 de agosto de 2021.

## Prêmios e honrarias
NFL
- Duas vezes campeão do Super Bowl (XXVII, XXVIII - como treinador do Dallas Cowboys)
- Treinador do Ano da NFL da AP de 1990

NCAA
- Bicampeão Nacional
- 1964 como jogador do Arkansas Razorbacks (FWAA)
- 1987 como treinador do Miami Hurricanes
- Treinador do Ano Walter Camp de 1986

Mídia
- Prêmio ESPY de Melhor Equipe de 1993 (como treinador do Dallas Cowboys)

Hall da Fama
- Hall da Fama do Futebol Universitário (2012)
- Hall da Fama do Futebol Profissional (2020)
- Anel de Honra do Dallas Cowboys (2023)